# West-Cappel
West-Cappel è un comune francese di 640 abitanti situato nel dipartimento del Nord nella regione dell'Alta Francia.

## Storia

### Simboli
Lo stemma comunale riprende l'arma della famiglia de Cappel (o van Cappel, o van der Cappel), antichi signori del luogo.

## Società

### Evoluzione demografica
Abitanti censiti
Nel 2009 contava 609 abitanti.